# توچنو
توچنو (به ایتالیایی: Toceno) یک کومونه در ایتالیا است که در استان وربانو-کوزیو-اوسولا واقع شده‌است. توچنو ۱۵٫۷ کیلومتر مربع مساحت و ۷۴۸ نفر جمعیت دارد و ۹۰۷ متر بالاتر از سطح دریا واقع شده‌است.